# الیکس، ران
الیکس، ران (به فرانسوی: Alix, Rhône) یک کمون در فرانسه است که در Canton of Anse واقع شده‌است.

## خصوصیات
الیکس ۳٫۶۱ کیلومترمربع مساحت و ۶۸۶ نفر جمعیت دارد و ۲۸۴ متر بالاتر از سطح دریا واقع شده‌است.